# المباركة (ريف دمشق)
المباركة قرية سوريّة تتبع إداريّاً لمحافظة ريف دمشق منطقة دوما ناحية حران العواميد، بلغ تعداد سكانها 596 نسمة حسب التعداد السكاني لعام 2004.